# Herm Schaefer
Herman Henry Schaefer, detto Herm (Fort Wayne, 20 dicembre 1918 – Indianapolis, 21 marzo 1980), è stato un cestista e allenatore di pallacanestro statunitense, professionista nella NBL, nella BAA e nella NBA.

## Palmarès

### Giocatore
- Campione NCAA (1940)
- Campione NBL (1948)
- All-NBL Second Team (1942)
- Campione BAA (1949)
- Campione NBA (1950)